# 真ゲッターロボ対ネオゲッターロボ
『真ゲッターロボ対ネオゲッターロボ』（しんゲッターロボたいネオゲッターロボ）は、2000年に発売されたOVA。全4話、DVD、ビデオ共に全4巻。2007年8月24日に2枚組のリマスターDVD-BOXが発売された。

## 概要
『真ゲッターロボ 世界最後の日』に続く、ゲッターロボシリーズのOVA作品第2弾。巴武蔵の犠牲によって壊滅したかと思われていた恐竜帝国が復活。再度地上侵略をもくろむ恐竜帝国と一文字號、橘翔、大道剴からなる新生ゲッターチームとの戦いを描く。
元々はOVA『マジンカイザー』が発売されるまでの穴埋めとして、全2話程度で『真ゲッターロボ 世界最後の日』の続編を企画していたのだが、『マジンカイザー』の製作がさらに遅くなりそうだったため、大幅に予定を変更。『ゲッターロボ』から『ゲッターロボG』に行かず、そのまま『ゲッターロボ號』へと繋ぐような、原作漫画のエピソードを取り入れたオリジナルストーリーとなった。
版権の都合上『ゲッターロボ號』が出せないため、ゲッターロボ號をベースにゲッターロボGの意匠を取り入れた、ネオゲッターロボが新たにデザインされた。TVアニメ版に登場したテキサスマックも原作者石川賢によりリニューアルされて登場するほか、ロボットアニメのクロスオーバー作品「スーパーロボット大戦シリーズ」で描かれた「英語訛りの妙な日本語を話すジャック・キング」というキャラクターが逆輸入されている。
なお、流竜馬と神隼人は前作『真ゲッターロボ 世界最後の日』と同じ声優で続投しているが、早乙女博士はTVアニメ版と同じく富田耕生が演じている。帝王ゴール役の内海賢二はTVアニメ版と異なるキャスティングであるものの、「スーパーロボット大戦シリーズ」ではTVアニメ版の帝王ゴールを内海が演じている。敷島役の八奈見乗児は『ゲッターロボG』にて車弁慶とブライ大帝を演じていた（なお、弁慶は最終話のエンディングでワンカットのみ登場している）。
横浜や丸の内など舞台となる場所はロケーション・ハンティングによって緻密に描かれている。川越淳によると国会議事堂をロケハン中に警察に職務質問されたので警視庁も劇中で破壊することにしたという。

## あらすじ
5年前の恐竜帝国の侵攻は、ゲッターロボの活躍、そして巴武蔵の犠牲によって終結。大打撃を受けた恐竜帝国はマグマ層へと追いやられた。しかし、ゲッターロボの自爆でニューヨークの街を消滅させる程の破壊力に恐れをなした国際社会からの圧力により、早乙女研究所のゲッター線関連の研究、ひいては早乙女研究所自体が活動凍結を余儀なくされる。
だが、その一方でゲッターロボのパイロットであった神隼人らは恐竜帝国の復活を予見し、防衛組織「ネーサー」に参加、ゲッター線を使わない新たなゲッターロボ「ネオゲッターロボ」を開発。恐竜帝国の再度の来襲に備えたものの、テスト機でさえパイロットに掛かる負荷が凄まじく乗せたテストパイロットが耐えられないという欠点を抱えており、3人目・ネオゲッター1のパイロットが決まらない。
果たして再び姿を現した恐竜帝国。そのメカザウルスが暴れる中、新たなネオゲッター1のパイロット候補として隼人が見出したのが、闇プロレスの覇者・一文字號であった。

## 登場人物

### 恐竜帝国と戦う者たち

#### ネーサー
一文字號（いちもんじ ごう）
声 - 櫻井孝宏
本作の主人公。17歳。5年前の恐竜帝国の襲撃で家族を失い、天涯孤独の身となる。後に闇プロレスの覇者となり、ファイトマネーで生計を立てていた。性格は至って単純で、強い闘争心を持ち、熱くなりやすく、細かいことを嫌う。その気性を指して、剴とジャックからは「山猿（ジャックにはポケットモンキーとも）」呼ばわりされている。とはいえ、先輩である竜馬同様に友情に厚く、義侠心も強い。また、猪突猛進ながらも、引き際も心得ている。隼人にスカウトされ、ネオゲッターロボのパイロットとなり、最終決戦では神ゲッターロボを覚醒させた。
ネオゲッター1、真ゲッター1を操縦。
橘翔（たちばな しょう）
声 - 浅川悠
新ゲッターチームの紅一点で、居合い切りの達人。冷静沈着な性格で、短気で暴走しやすい號とは時に衝突することもある。かつてアメリカ軍に所属していたことがあり、ジャックやメリーとは作品開始以前の時点で既に知己。
ネオゲッター2、真ゲッター2を操縦。
大道剴（だいどう がい）
声 - 桜井敏治
ゲッターチーム3人目のパイロット。気さくで真面目な性格ゆえに、3人の中では調整役を任されることが多い。大食漢の肥満体であり、最終回エピローグではラーメンを何杯も平らげていた。
ネオゲッター3、真ゲッター3を操縦。
神隼人（じん はやと）
声 - 内田直哉
ゲッターチームの指揮官。かつてはゲッター2のパイロットだったが、恐竜帝国との戦いで負った傷によりゲッターの合体の衝撃に耐えられなくなっている。そのため、恐竜帝国復活に備えネオゲッターロボの建造とゲッターチームの編成を行った。ネオゲッター初戦でネオイーグルを操縦するもネオゲッター１への合体時の衝撃と戦闘で吐血、途中から一文字號に操縦を託す。最終戦ではネオイーグルを操縦、真ゲッターチームを補佐する。
敷島（しきしま）博士
声 - 八奈見乗児
ネーサーの研究者。天才的な兵器開発能力を持つが、その風貌や行動原理はマッドサイエンティストを地で行く。竜馬ですら「あんな危ない奴を野放しにしてたのか!」などのツッコミを入れるほどの暴走をすることが多々ある。

#### 早乙女研究所
早乙女（さおとめ）博士
声 - 富田耕生
ゲッター線研究の第一人者。真ゲッターロボを開発していたが、日本政府によってゲッター線研究が凍結処分にされてしまい、博士も軟禁されてしまう。

#### アメリカ軍
ジャック・キング
声 - 西脇保
アメリカ軍所属のテキサスマックのパイロット。カウボーイファッションをしている。「スーパーロボット大戦シリーズ」の英語なまりで話すキャラクターとなっており、號からは「インチキ外人」と評された。小説版では初出のTVアニメ版同様に普通に喋る。
メリー・キング
声 - 新千恵子
ジャックの妹。テキサスマックのハットマシンに搭乗するパイロット。兄に比べるとまだまともな言葉を話すが、どこか英語なまりが抜けていない。
石川賢によるラフデザインでは、ジャックよりも体が大きい巨漢として描かれてたが、結局そのデザインは使われなかった。

#### その他の人物
流竜馬（ながれ りょうま）
声 - 石川英郎
5年前の恐竜帝国との戦いで、ゲッター1に乗って戦った元パイロット。漫画版『ゲッターロボ』同様、言動は荒々しいが、正義感が強く心優しい人物。武蔵の死後はいずこへともなく旅に出ていたが、早乙女博士の危機にどこからともなく姿を表し、危機を救った。空手の達人で常軌を逸した身体能力を持つ。第3話では刺傷を追い応急処置もしていない身で恐竜帝国の兵士たちを叩きのめし、時系列的にそれほど時間が経っていないはずの最終話でも、子供たちを助ける際に高空を飛行するネオイーグル号から地上に飛び降りても痛がりこそしたものの負傷していないという、大変に頑健な身体の持ち主。
引退しているため、ゲッターロボに乗ることは無かったが、白兵戦では恐竜帝国の兵士を素手で撲殺していた。
巴武蔵（ともえ むさし）
声 - 梁田清之
ゲッター3のパイロット。5年前、ニューヨークで恐竜帝国に一人挑み、死闘を繰り広げた末に恐竜帝国とニューヨークの街を巻き添えに自爆。戦死した。強い正義感を持つが、冷静さにやや欠ける。
早乙女ミチル（さおとめ）、早乙女元気（さおとめ げんき）
早乙女博士の実子の姉弟。劇中では早乙女研究所の写真内と最終回エピローグのみの登場。
車弁慶（くるま べんけい）
活動再開後の早乙女研究所の新メンバー。劇中では最終回エピローグのみの登場。

### 恐竜帝国
バット将軍
声 - 若本規夫
戦闘部門を担当する、ゴールの腹心。ジェネラルソードという名の剣を持ち、生身でも高い戦闘能力を持つ。メカザウルス・ボアに搭乗。
ガリレイ長官
声 - 辻村真人
ゴールの腹心。参謀的ポジションを担当し自ら前線に赴くことはないが、自ら設計したメカザウルス・ゲラと共に最終話で遂に前線に立った。
TVアニメ版での名称は「ガレリイ長官」だった。
ニオン
声 - 檜山修之
ゲッター線に対して抵抗力を持つが故に幽閉され迫害されてきた地竜一族の男。一族解放のため、早乙女研究所内に保管されていたプロトゲッターを駆ってネオゲッターロボに襲い掛かる。最期は真ゲッターロボがプロトゲッターのゲッター線を放出させた際に、コクピット内部のゲッター線濃度が地竜一族の耐えられる限界を超え死亡する。
小説版では號のライバルとなり、ゴールに対してクーデターを起すなど、重要人物となっている、
帝王ゴール
声 - 内海賢二
恐竜帝国皇帝。5年前、ゲッターロボの自爆で瀕死の重傷を負ったが、部下たちが体の大半を機械化したことで生きながらえ、再び地上侵略を企てる。
人類にとっては侵略者の頭領であるが、部下の大半が末期の瞬間にゴールの名を叫ぶなど、恐竜帝国内部においては人望の厚い指導者である。
物語後半ではオーパーツである巨大UFOと融合、自身が巨大化して真ゲッターを追い詰めていった。

## 登場メカ

### ゲッターロボ
ゲッターロボ
初代ゲッターロボ。本作では巴武蔵が1人で搭乗（流竜馬、神隼人も本来のパイロットだが、作中では搭乗しない）。ニューヨークにおける最終決戦で1人乗りのまま3形態を使い分けながら戦っていくが最終的には自爆。恐竜帝国に壊滅的打撃を与えるも、その影響でゲッター線の研究は禁止される。
ネオゲッターロボ
ネーサーによって開発された新型ゲッターロボ。新生ゲッターチームが搭乗し、ネオゲッター1を一文字號、2を橘翔、3を大道剴が操縦する。プラズマ駆動エンジンを搭載しており、ゲッター線使用禁止の社会状況下において、ゲッター線を用いずにゲッターロボとほぼ同様の運用を可能とする。初代ゲッターロボを凌ぐポテンシャルを持っているが、ゲッター線を致命的に苦手とする恐竜帝国に対しての絶対的な切り札とはなり得ず、エネルギーも有限という欠点を抱えている。なお、陸戦を担当するのが1、空戦担当が2であるなど、ゲッターロボ號と同じ特徴を持つ。ゲットマシン形態時の名称は初代ゲッターロボに準じ、ネオイーグル、ネオジャガー、ネオベアーの3機で構成される。なお、合体のかけ声が「チェンジゲッター」ではなく「ゲッターチェンジ」になっている。
操縦は主に音声入力式で、武器の名称を叫んでレバーを押せば、そのレバーがマルチ入力になるシンプルな仕組みだが、合体の衝撃や加速は凄まじく、初代ゲッター同様並大抵のパイロットでは扱うことができない。
初代ゲッター同様にカラーが白色の練習機も存在するが、第1話での合体訓練中にネオイーグルに搭乗していたパイロット候補が事故を起こしネオイーグルが失われている。
対恐竜帝国の先鋒として多大な戦果を残したが、早乙女研究所におけるプロトゲッターの大群との戦闘では號を欠いた状態で本来の能力を引き出せない状態での戦闘を強いられる。善戦むなしくゲッターエネルギーのような無限のエネルギーを持たない弱点によりエネルギー切れ寸前に追い込まれてしまう。そのまま戦闘不能となって大破してしまい、真ゲッターに後を任せて役目を終える。その後、ネオイーグル号だけは最終決戦時に隼人や敷島博士、竜馬が乗り込んでUFOへの突入に使われた。小説版ではアラスカにおけるメカザウルス・ゲラとの戦闘で相打ちとなって大破し、戦闘不能になる。そこへ無人のまま飛来した真ゲッターに號たちは乗り換えて戦闘を継続することとなる。
小説版ではゲッタービームを撃つための機械「ゲッタービームキャリア」が登場。盾のように腕に装備され、外見は大きなブローチ状。大気中のゲッター線を吸収・収束させ、ゲッタービームを発射する。このデータは、ユンケによって発見されたが、意図的にリークされなかった。威力は大きいが、ゲッター線で動く真ゲッターロボのゲッタービームに比べ威力は落ちる。なお、ゲッターの形態に問わず使用は可能らしく、ネオゲッター1とネオゲッター2がゲッタービームを撃っている。製作は敷島博士。
『スーパーロボット大戦R』でネオゲッター1に装備されていた「ガトリングガン」は、第2話冒頭で敷島博士がもっている開発段階のものと同じデザイン。実際にネオゲッターロボに装備されることはなかったが、2009年に発売されたリボルテックのネオゲッター1には、敷島制作のものと異なるマシンガン（P90を元にしたもの）が付属する。
真ゲッターロボ

神ゲッターロボ
真ゲッターロボ (架空のロボット)を参照。
プロトタイプ・ゲッター
早乙女研究所の格納庫に眠っていた、ゲッターロボの試作機。隼人に「亡霊」と呼ばれた機体。
ゲッターロボや真ゲッターの技術の基礎となった機体も多く、特にニオン搭乗機は頭部の内部構造がむき出しとなっている以外は、ゲッターロボGとほぼ同じ外観を持っている。
ゲッター線に対する抵抗力を持つ、地竜一族による恐竜帝国特殊部隊が早乙女研究所に侵入して乗り込んだ。一体一体の強さはたいしたことが無く、ネオゲッターでも十分渡り合うことのできる相手だが、研究所地下には大量のプロトゲッターが眠っており、その数で圧倒する戦術をとった。號の不在でポテンシャルをフルに引き出せないネオゲッターをエネルギー切れ寸前にまで追い詰め、戦闘不能に追い込むが、起動した真ゲッターがゲッターエネルギーを奪う際にその絶大なゲッター線の威力でパイロットを吹き飛ばし、まとめて機能停止させられた。

### アメリカ軍の兵器
テキサスマック
アメリカ合衆国の誇るスーパーロボット。パイロットはジャック・キングとメリー・キング。カウボーイの姿をしており、主に銃撃戦に長ける。リボルバー式2丁拳銃やハイパワーライフルを武器として使用し、馬型支援メカ・パスチャーキングを駆る。ホワイトハウス敷地内および各国のアメリカ領事館敷地内には、棺桶型のケースに収納した専用の大型ハイパワーライフルが埋められている。頭部ハットマシンはシールドにもなるが、その際メリーは本体に移乗するようになっている。OVAでは最終決戦にも参加したが、小説版では真ゲッターよりデビラ・ムウに遭遇。相手にならず機能停止した。

### 恐竜帝国の兵器
マシーンランド
5年前、ニューヨークに出現した恐竜帝国の移動要塞。マグマ層を自由に移動できる能力を持つ。地球環境を中生代の環境に改造するテラフォーミング機能を持っており、大気や海洋を作り替えようとしたが、ゲッターロボの自爆で失敗。マグマ層へ撤退した。
最終決戦で地球各地に出現し、巨大UFOからのコントロールで再び環境改造を試みたが、UFOに竜馬達と共に突入した早乙女博士がコントロールを止め、環境改造は再び失敗に終わった。

#### メカザウルス
恐竜帝国の半生体機動兵器（有人操縦の巨大恐竜サイボーグ）。作中名前が判明しているメカザウルスは5体。登場の度にテロップで名前が表示される。マグマの熱にも耐える強靱さが特徴であるが、過度のゲッター線には耐えられず、生体部分が溶け出してしまう。小説版の記述によれば自動操縦（ベースとされた恐竜の意思で動かす）も可能で、帰還命令以外はほとんど野放し状態となるらしい。
メカザウルス・ドバ
第1話におけるネオゲッターロボの初戦の相手。頭部に付いたトカゲの尻尾を鞭のように操り攻撃するほか、ミサイルやロケットパンチ、破壊光線で武装している。プラズマサンダーで貫かれ、撃破された。
メカザウルス・ブル
第2話に登場したメカザウルス。ワシントン・ホワイトハウスを隕石に紛れて襲撃。テキサスマックの銃撃と格闘による攻撃を受け付けない防御力で圧倒するが、翔のネオゲッター2によって一刀両断にされた。
メカザウスル・モバ
早乙女研究所を襲撃しようとした亀形メカザウルス。劣化ウラン弾ですら受け付けない強固な装甲と、火炎弾やビーム触手による攻撃を武器とする。護衛艦隊と90式戦車、F-15Jによる攻撃を退けて研究所に迫ったが、ネオゲッター3との力比べに敗れ、裏返されたところをプラズマブレイクで倒された。
メカザウルス・ボア
バット将軍の乗るメカザウルス。鞭を武器とし、ネオゲッター3を痛めつけたが、起動した真ゲッターの相手にはならずトマホークで両断される。自爆を試みて真ゲッターもろとも消し飛ぼうと画策したが、ゲッタービームで爆砕した。
メカザウルス・ゲラ
ガリレイ長官の乗るメカザウルス。クラゲのような体を持ち、何であろうとエネルギーを吸収し、巨大化する特性を持っている。しかしエネルギー吸収量には限りがあり、飽和状態では吸収できない欠点がある。この弱点を突かれ、体内に突入した真ゲッター3のミサイルストームにより爆砕した。
小説版ではニオンがザンキから奪って搭乗。ネオゲッターと激戦を繰り広げるが、ゲッタービームの過剰吸収で限界を超え、ネオゲッターと相打ちの形で撃破された。この時世界中に拡散したゲッター線が、真ゲッターロボ起動の引き金となった。小説版独自の設定として、吸収したエネルギーをビームにして発射することが出来る。
衛星メカザウルス
OVAでは名称不明。アメリカの静止衛星を恐竜帝国がジャックし、隕石による攻撃兵器へと作り替えた。宇宙空間から隕石を落としてピンポイント爆撃を行うが、テキサスマックの超大型ライフルによる長距離狙撃で撃墜された。攻撃対象はテキサス州の米軍基地、ワシントンD.C.など。
小説版での名称は「ギガント」であり、ガリレイ長官の乗機として登場。ネーミングは漫画版『ゲッターロボ號』から。同じく地上をピンポイント爆撃して人類を脅威に晒すも、宇宙空間に飛来した真ゲッター1の攻撃で破壊された。しかし、ゴールにとってはギガントすらデビラ・ムウ起動までの陽動でしかなかった。小説版では日本のゲッターロボ関係施設（ネーサー本部、早乙女研究所）も攻撃対象になっている。
メカザウルス・ゴール
小説版にのみ登場するメカザウルス。OVA版での巨大化したゴール自身に相当する敵。ゴール本人を模した外観をしているが、超能力は行使しない。真ゲッターを上回るパワーとスピードを持つ。ゲッターを体内に飲み込んで押しつぶそうとしたが、ゲッターと一つになった號たちにより引き出された凄まじいゲッター線に耐えきれず、真ゲッターを排除してデビラ・ムウに逃走した。ゴールは卵が置かれている場所まで辿り着き、自身のDNAが継承されると信じて絶命するが、ゲッター線によりそのDNAにも変異が生じていた。

### オーパーツ技術の兵器
UFO
いわゆるオーパーツ。南極大陸の氷床の下に埋もれていたが、恐竜帝国により発見され、彼らによって超兵器として運用された。建造者は不明。ゲッタービームを受け付けない強力なバリアと反重力装置、ネーサー基地を一撃で吹き飛ばす破壊力のビームを持つ。敷島博士の開発した「超振動パルスガン」でバリアを破られた。地球各地に出現したマシーンランドの中央コントロール機能を持っており、地球環境を作り替えようとしたが、竜馬達と共に突入した早乙女博士によってコンロトールを止められる。
巨大ゴール
UFOに搭載されていた未知の技術で巨大化したゴール本人。真ゲッター1の攻撃を受け付けず、パワーの面でも上である。そのパワーで真ゲッターの片腕を引きちぎり、撃破寸前まで追い詰めるが、本領を発揮し進化した神ゲッターの前には全く及ばず、手刀で腹を貫かれ、爆砕した。
デビラ・ムウ
小説版に登場。恐竜帝国が作り上げた、竜のような形の巨大兵器。南極に出現し、地球の大気を作り替えようとした。カプセルに閉じ込めたハチュウ人類達の生体エネルギーを動力源としている。コクピットや中央制御室に類されるものはなく、帝王ゴール自身の意志そのものを反映して自由に動くことが可能。それ自体が高熱を発しており、周囲は溶けた氷床が泥流となって流れているほか、厚い雲で覆われ、散発的に出現するメカザウルスと共に、敵ロボット兵器の接近を阻む。

## スタッフ
- 製作 - 渡辺繁、永井隆、塩原徹
- 原作 - 永井豪、石川賢
- 企画 - ダイナミック企画
- キャラクター・メカ原案 - 石川賢
- シリーズ構成・脚本 - 藤田伸三
- キャラクター・メカデザイン - 鈴木藤雄
- メカデザイン協力 - 田中良
- 美術 - 野崎俊郎
- 色彩設計 - 原田幸子
- 撮影 - 宇津畑隆
- 編集 - 関一彦
- 音響監督 - 岩浪美和
- 音響効果 - 神保大介（楽音舎）
- 音楽 - 信田かずお
- 音楽プロデューサー - 井上俊次（ランティス）
- プロデューサー - 南喜長、小林辰与、森本浩二、徳原八州、水野さつき、田中渉
- アニメーション制作 - ブレインズ・ベース
- 監督 - 川越淳
- 製作 - 早乙女研究所（バンダイビジュアル、ダイナミック企画、電通）

## 主題歌
オープニングテーマ「STORM」
作詞：工藤哲雄、作曲：千沢仁、編曲：須藤賢一、歌：JAM Project featuring 水木一郎、影山ヒロノブ
エンディングテーマ「RISING」
作詞：工藤哲雄、作曲：千沢仁、編曲：須藤賢一、歌：JAM Project featuring 水木一郎、影山ヒロノブ
最終話エンディングテーマ「yeah!yeah!yeah!」
作詞：工藤哲雄、作曲：かまやつひろし、編曲：河野陽吾、歌：遠藤正明
オリジナルサウンドトラックには収録されていない。スタッフロールでは「テキサスマックのテーマ」と表記されている。アルバム『マジンガー対ゲッター』に収録。

## 各話リスト
| 話数         | サブタイトル             | 絵コンテ | 演出       | 作画監督                          | 発売日         | 登場メカザウルス                                       |
| ------------ | ------------------------ | -------- | ---------- | --------------------------------- | -------------- | ------------------------------------------------------ |
| CHANGE 1     | 出撃!! ネオゲッターロボ! | 川越淳   | 川越淳     | 鈴木藤雄（キャラ） 田中良（メカ） | 2000年12月21日 | メカザウルス・ドバ                                     |
| CHANGE 2     | 登場!! テキサスマック!   | 寺東克己 | 雄谷将仁   | 鈴木藤雄（キャラ） 田中良（メカ） | 2001年2月25日  | メカザウルス・ブル メカザウルス・モバ 衛星メカザウルス |
| CHANGE 3     | 復活!! 真ゲッターロボ!   | 西森章   | 中山敦史   | 中野典克 中原竜太（メカ）         | 2001年4月25日  | プロトタイプ・ゲッター メカザウルス・ボア              |
| Final CHANGE | 切り拓け!! 地球の未来!   | 川越淳   | 元永慶太郎 | 鈴木藤雄（キャラ） 田中良（メカ） | 2001年6月25日  | メカザウルス・ゲラ 巨大化帝王ゴール                    |

## ダイナミックスーパーロボット総進撃!!
ダイナミック企画創立25周年記念フィルムとして収録された映像特典。全3話。『マジンガーZ対暗黒大将軍』を元にダイナミック作品の主役ロボが集結する内容。台詞はなく、BGMは1話が『マジンガーZ』、2話が『グレートマジンガー』、3話が『UFOロボ グレンダイザー』のOPのアレンジ曲となっている。
あらすじ
ミケーネ帝国と百鬼帝国の猛攻に遂に倒れるマジンガーZとアフロダイA（と隠れるだけのボスボロット）。そこに駆けつけたのは、グレートマジンガー、ビューナスA、ゲッタードラゴン、鋼鉄ジーグ、ゴーバリアン、ゴッドマジンガー、グロイザーXのスーパーロボット軍団であった。
しかし立ち塞がった暗黒大将軍の前に、スーパーロボット軍団は絶体絶命の危機に陥る。だがそのピンチを救ったのは、グレンダイザー、真ゲッター1。そしてついに正体を現した闇の帝王に対して、兜甲児のマジンカイザーが出撃する。
サブタイトル
- 第一章 鉄の城（くろがねのしろ）
- 第二章 偉大な勇者
- 最終章 魔神伝説（マジンサーガ）

## 小説版
著：遠藤明範、挿絵：鈴木藤雄・田中良、カバーイラスト：石川賢。角川スニーカー文庫より全2巻。
2001年に角川書店より『真ゲッターロボ対ネオゲッターロボ』のタイトルで刊行された。
『真ゲッターロボ対ネオゲッターロボ』のタイトルを冠してはいるが、物語はOVAよりも原作漫画版『ゲッターロボ號』終盤のストーリーに近く、OVAに登場しなかったキャラクターやメカニックも登場する。